# Ulea
Ulea ist ein südspanischer Ort und eine aus dem Hauptort, einem Weiler (caserio) und zwei Einzelhöfen bestehende Gemeinde (municipio) mit 891 Einwohnern (Stand: 2024) im Zentrum der Provinz Murcia in der gleichnamigen autonomen Region Murcia. 

## Lage
Der Ort Ulea liegt in einer Schleife des Río Segura ungefähr 35 km (Fahrtstrecke) nordwestlich der Stadt Murcia in einer Höhe von ca. 110 bis 130 m ü. d. M. Das Klima im Winter ist gemäßigt, im Sommer dagegen warm bis heiß; die geringen Niederschlagsmengen (ca. 300 mm/Jahr) fallen – mit Ausnahme der nahezu regenlosen Sommermonate – verteilt übers ganze Jahr.

## Bevölkerungsentwicklung
| Jahr      | 1877 | 1900  | 1950  | 2000 | 2016 |
| Einwohner | 788  | 1.198 | 1.559 | 959  | 913  |

Die kontinuierliche Bevölkerungsrückgang seit der zweiten Hälfte des 20. Jahrhunderts ist im Wesentlichen auf die Mechanisierung der Landwirtschaft und den damit einhergehenden Verlust von Arbeitsplätzen zurückzuführen.

## Wirtschaft
Ulea liegt im Valle de Ricote in der agrarisch genutzten Kernzone der Provinz Murcia – es wurden Getreide, Weinreben sowie Oliven- und Obstbäume aller Art angepflanzt; Gemüse stammte aus den Hausgärten. Heute werden hauptsächlich Pfirsiche, Aprikosen und Birnen geerntet. Im Ort selbst haben sich Kleinhändler, Handwerker und Dienstleistungsbetriebe aller Art angesiedelt. Daneben gibt es mehrere Ferienhäuser (casas rurales).

## Geschichte
Iberische Kleinfunde wurden auf dem Gemeindegebiet gemacht; auch wurden die Überreste einer ummauerten spätantiken Siedlung freigelegt. In den Jahren nach 711 wurde die Gegend von den Mauren überrannt; um das Jahr 825 existierte bereits eine Festung (Castillo de los Peñascales). Aus dieser Zeit ist der Ortsname Rikut überliefert. Nach dem Ende des Kalifats von Córdoba entstand das Taifa-Königreich Murcia, das nach der Rückeroberung (reconquista) der Region durch kastilisch Truppen unter Alfons X. im Jahr 1243 in ein christliches Königreich umgewandelt wurde, welches jedoch eng mit der Krone von Kastilien verflochten war. Die Region des Valle de Ricote wurde dem Santiago-Ritterorden übergeben, doch in den Jahren 1296 bis 1304 kam sie vorübergehend unter aragonesische Herrschaft und im Jahr 1477 kurzzeitig unter die Herrschaft der Nasriden von Granada. Zu Beginn des 16. Jahrhunderts verließen viele Mauren (moriscos) das Land; andere blieben und wurden erst zu Beginn des 17. Jahrhunderts durch Erlasse Philipps III. bzw. seines Ersten Ministers, des Herzogs von Lerma, des Landes verwiesen, was negative demographische und wirtschaftliche Folgen für die Region hatte.

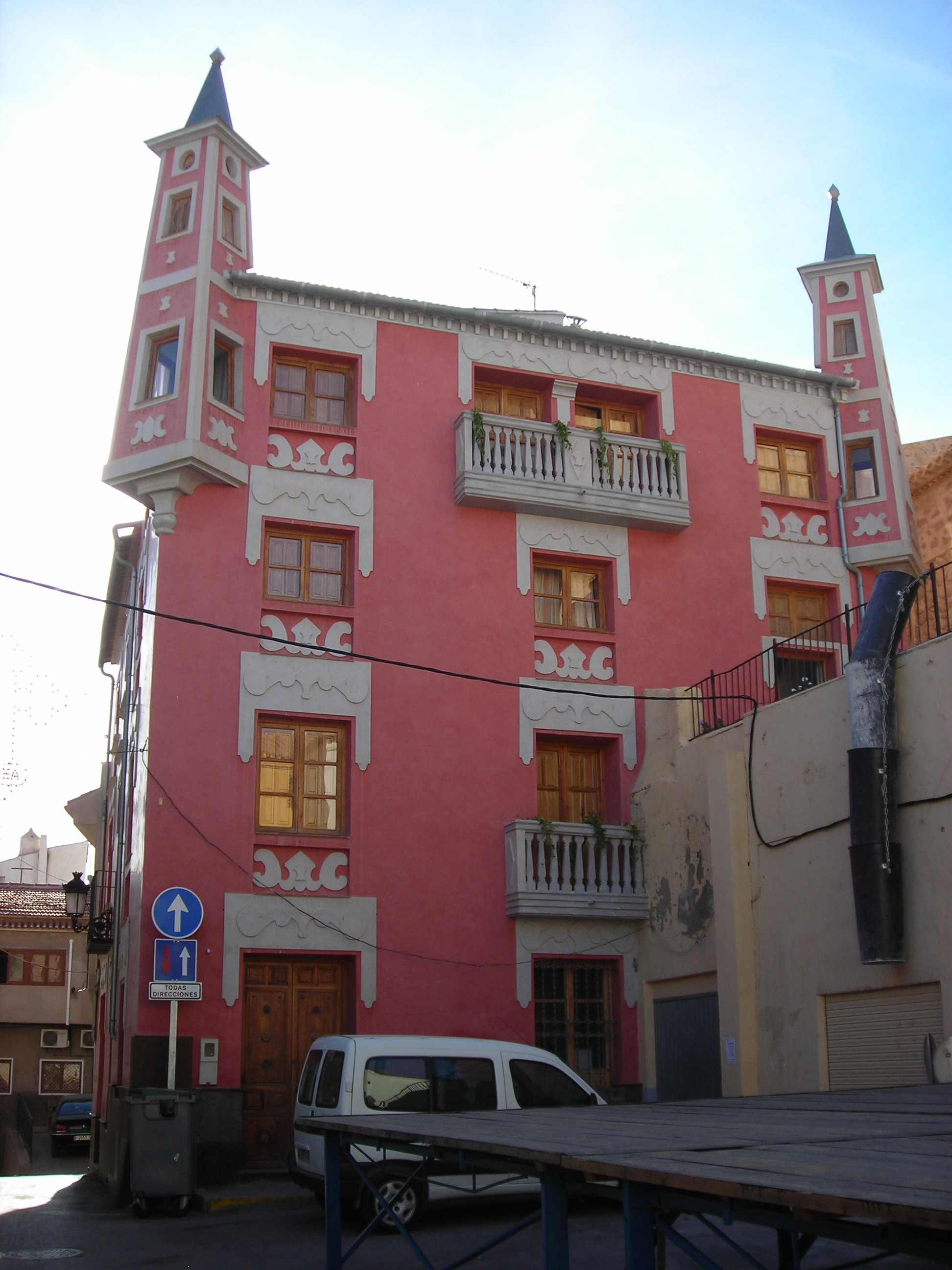
Casa del Cura

## Sehenswürdigkeiten
- Die im 16./17. Jahrhundert erbaute Iglesia de San Bartolomé erhebt sich nahe dem höchsten Punkt des Ortes. Der aus Bruchsteinen gemauerte Glockenturm schließt mit einer neuzeitlichen Laterne ab. Das Innere der kuppellosen Kirche ist nur einschiffig, verfügt aber über seitliche Kapellen. Im Jahr 1939 wurde der Bau bei einem Brand schwer beschädigt, danach jedoch restauriert.[7]
- Die viergeschossige Casa del Cura entstammt den Jahren 1910 bis 1912 und war einst das Wohnhaus eines Früchteexporteurs. Der Bau präsentiert Elemente des Historismus wie Ecktürmchen, Fenster mit dekorativen Einfassungen und Balkone mit Balustraden. Das Gebäude dient heute als Pfarrhaus.[8]